# EcoSCOPE
ecoSCOPE ist ein optisches Sensorsystem, das zur Untersuchung des Verhaltens und Vorkommens von kleinen Meereslebewesen  eingesetzt wird. Es kann aus vielen Komponenten bestehen, z. B. Sensoren, Kameras, Kommunikationstechnologie, Datenspeichern, und Greifarmen. Grundlage sind starre Endoskope aus Titan, die empfindliche Elektronik enthalten. Das ecoSCOPE-System wird seit Jahren kontinuierlich vom Meeresbiologen Uwe Kils in Zusammenarbeit mit Hochtechnologiefirmen, Förderern und Universitäten weiterentwickelt.
Das ecoSCOPE-System dient der Beobachtung, Messung und Auswertung der Umwelt, speziell der Meeres- und Wasserumwelt. So können zum Beispiel Ruderfußkrebse (Plankton) beobachtet und aufgenommen werden. In einer erweiterten Anwendung dient das ecoSCOPE-System der Wasseranalyse und damit dem Umweltschutz oder dem Zählen aufgewirbelter Sedimentpartikel. Das ecoSCOPE-System ist als Mess- und Beobachtungsinstrument vorgesehen, das in speziellen Situationen zum Einsatz kommt. Manche Meereslebewesen sind schwer zu filmen, zu fotografieren oder zu beobachten. Das ecoSCOPE soll den erschwerten Bedingungen entgegenwirken. Zudem wird es so eingesetzt, dass es für die beobachteten Lebewesen unsichtbar ist.

## Nächste Stufe der Entwicklung: Bioindikator
Die Initiative "Ocean Online Biosensors" strebt eine Verbindung aus technischer Sensorik, Biosensoren und Informationsnetzwerken an.
Mittels ecoSCOPE wurde ein technisch-biologisches Sensorsystem entwickelt. Der technisch-optische Sensor ecoSCOPE wird um eine biologische Komponente, einen Bioindikator, erweitert. Als Biosensor dienen die Handlungen von Wasserorganismen mit besonderen Wahrnehmungsfähigkeiten. Die Sinne von Wasserorganismen (Sinnesphysiologie) werden genutzt, um deren Handlungen auszuwerten und bestimmte Aussagen treffen zu können.

## Beispiel einer Anwendung: Wasserqualitätsanalyse durch Glasaale

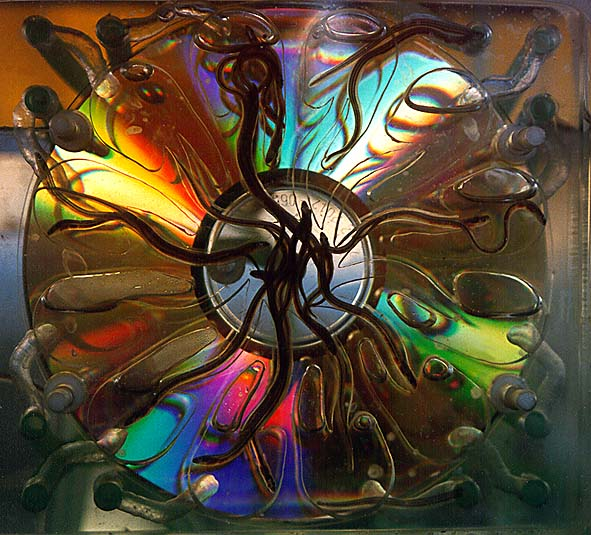
Labyrinth des ecoSCOPEs mit einer CD-ROM als Hintergrund im Wasser mit Glasaalen

Die Entscheidungen von Wasserlebewesen mit besonderen Sinnesorganen dienen als Grundlage für Aussagen, zum Beispiel zur Gewässergüte. Die besonderen Wahrnehmungsfähigkeiten juveniler (jugendlicher) Glasaale werden in diesem Umweltkontrollsystem ausgenutzt. Denn Aale haben nach Meinung vieler Wissenschaftler die feinste Nase der Welt.
Die Aale werden in einem Labyrinth ausgesetzt, in das unterschiedliche Wasserproben laufen. Die Aale folgen praktisch ihrem Spürsinn, um sich für bestimmte Proben zu entscheiden. Aale können Stoffmengenanteile von 1/19 Trillionen wahrnehmen. Das entspricht einer Verdünnung von einem Glas eines bestimmten alkoholischen Getränks auf die Wassermenge aller Great Lakes.
Auf dem Bild ist die Zentraleinheit zu sehen. An den Ecken sind jeweils drei Eingänge, durch die Wasser von verschiedenen Quellen (Flüsse und Bäche in New Jersey). Es strömt jeweils durch ein kleines Labyrinth, vermischt sich in der Wirbelkammer in der Mitte und verlässt es durch einen Schlauch im Zentrum. Die Glasaale wandern durch einen dünnen Schlauch entgegen der Strömung.
In der Mitte ist der Eingang für die Aale. Sie testen die verschiedenen Wasserarten und ziehen dann weiter, verlassen die Zentral-Einheit durch die Ausgänge in den Ecken. Für die Aale sind die sensorischen Eindrücke etwa so bunt wie die Farben sichtbar für uns. Das System ist unter Wasser montiert, und eine digitale Kamera beobachtet die Ausgänge.
Die Software dynIMAGE (gesponsert von der Volkswagenstiftung) erfasst die Häufigkeit der Entscheidungen. Viele Tausend Glasaale wandern durch das System an einem Tag. Die drei Ausgänge links unten bieten den Aalen Wasser von verschmutzten Quellen (eine ist ein Trinkwasser Staudamm). Das System hat auf politischer Ebene schon für erhebliche Turbulenzen gesorgt. In der Zukunft ist geplant, solche ecoSCOPE Systeme ständig online zu betreiben, wie im Longterm Ecological Observatory (LEO) vor New York, für alle sichtbar.

## Förderer und Kooperationen
Rutgers University, Volkswagen-Stiftung, Menke-Elektro-Optik, Dainat-Alubau, Sony, LEITZ, in situ SERVICE and H.G. Dethleffsen

## Technik
Das ecoSCOPE-System ist ein technisches System aus starren Endoskopen aus Titan, integrierten Kameras, Bildsensoren, beweglichen Greifarmen, Glasfaserkabeln, Sauerstoff- und anderen Sensoren, zudem Satellitenkommunikationssystemen und Netzwerktechnologie (Laser, GSM, Mikrowellen), sowie Hyperspektralscannern (hyperspectral scanners), Spektralfotometer (hyperspectral illumination systems).
Die Elektronik steckt in 40-mm-Titan-Röhren, das Glas ist stark beschichtet, was ein Arbeiten unter turbulenten Bedingungen oder in Sand/Eis erlaubt. Das System kann über eine Stereoansicht via Cyberhelm (cyberHELMET) gesteuert werden.